# Tesla Model X
La Tesla Model X è un'autovettura di tipo crossover SUV di segmento J a propulsione elettrica dotata di batteria agli ioni di litio ricaricabile, prodotto dalla casa automobilistica statunitense Tesla dal 2015.
La Model X è stata sviluppata sul pianale della Tesla Model S e si distingue per l'originale apertura delle portiere posteriori, denominate Falcon Wings, che offrono maggiore spazio per l'accesso all'abitacolo rispetto a una portiera tradizionale.

## Storia
La commercializzazione della Model X era stata inizialmente prevista da Tesla per i primi mesi del 2014 ma, per permettere di raggiungere l'obiettivo di produrre 20.000 Model S nel 2013, l'inizio della produzione fu rimandato alla fine del 2014. A novembre 2013 fu annunciato che la produzione sarebbe iniziata nel secondo trimestre del 2015 e ancora, a novembre 2014, fu annunciata la consegna delle prime Model X per il terzo trimestre del 2015.
Le prime vetture sono state consegnate il 29 settembre 2015, in occasione dell'evento di lancio sul mercato statunitense.
La Model X avrebbe dovuto essere la base per un minibus a marchio Tesla, secondo le parole di Elon Musk, CEO dell'azienda, ma non è mai stato presentato alcun progetto.

## Design

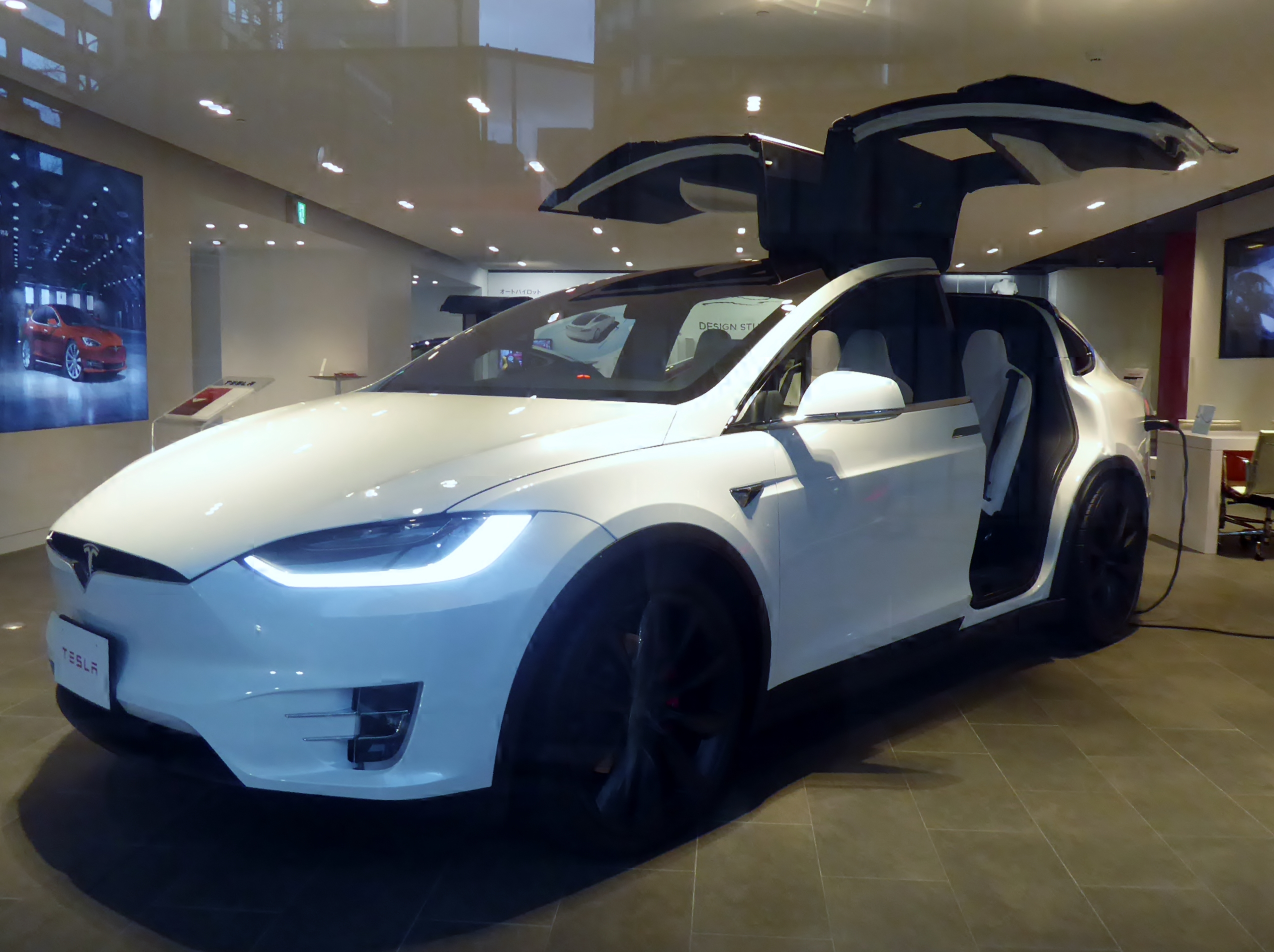
Le porte Falcon wings della Tesla Model X

Il design della Model X è stato curato da Franz von Holzhausen. Il prototipo originale è stato esposto per la prima volta nei Tesla design studios di Los Angeles, il 9 febbraio 2012.
Le porte posteriori Falcon Wings, con apertura ad ali di gabbiano, sono dotate di sensori di prossimità ad ultrasuoni che rilevano eventuali ostacoli vicini al raggio di azione delle stesse, modificando l'angolo di apertura in caso di ostacoli laterali, oppure limitando l'apertura in caso di ostacoli sopra l'auto, come per esempio il soffitto dei garage.
L'interno della Model X è sostanzialmente lo stesso della sorella Model S, con un design minimalista e il display da 17 pollici montato verticalmente al centro del cruscotto, da cui si gestiscono quasi tutti i comandi dell'auto.
La configurazione di serie è a 5 posti, opzionale a 6 o 7 posti.
La Model X monta il parabrezza più grande dell'industria automobilistica mondiale.

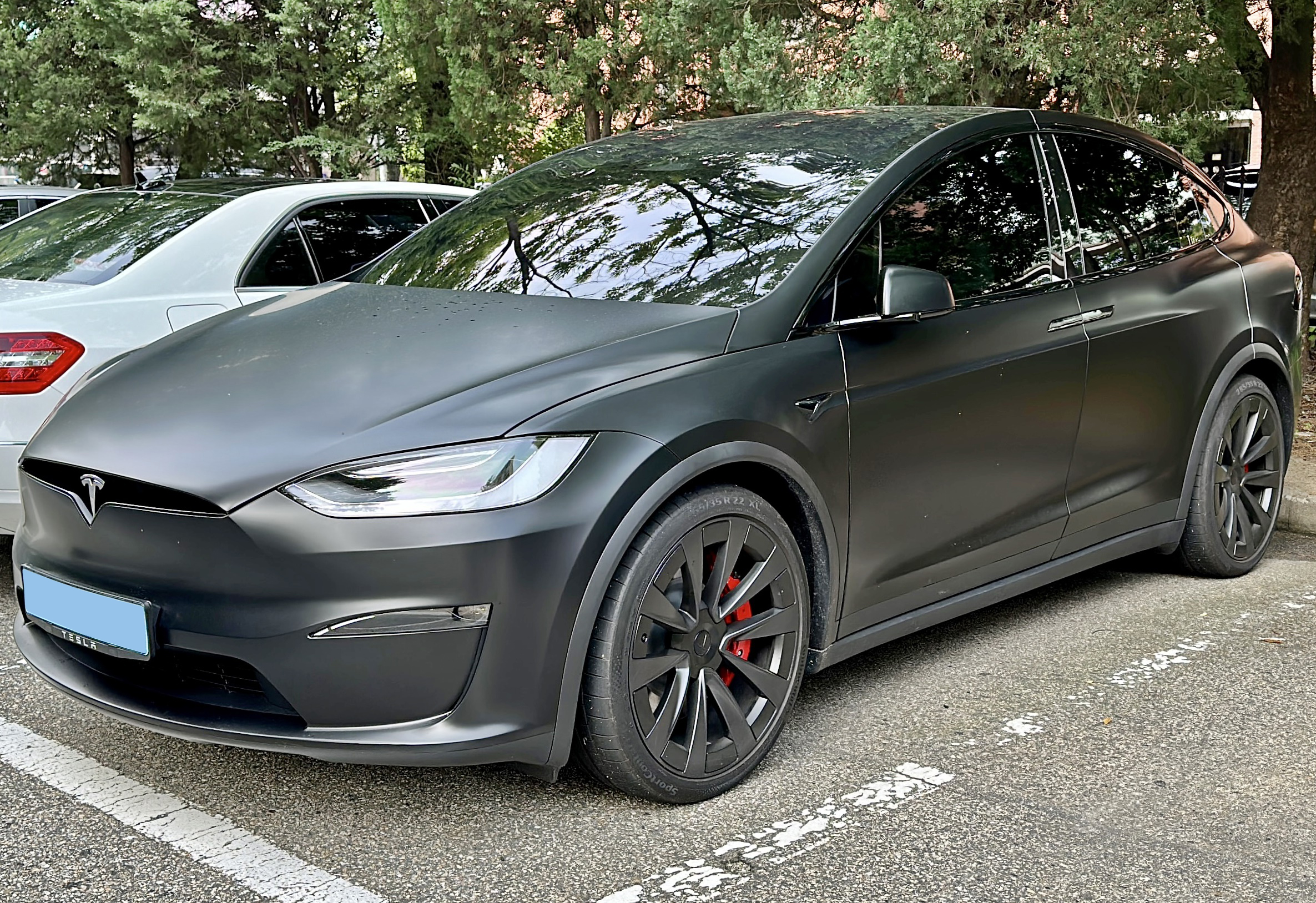
Tesla Model X Restyling 2021

Come tutte le auto Tesla, anche la Model X ha un bagagliaio anteriore oltre al classico posteriore.

## Evoluzione

### Restyling 2021
A gennaio 2021, in concomitanza con la Model S, viene sottoposta ad un restyling di metà carriera.

## Caratteristiche tecniche
La Model X è dotata di due motori elettrici, uno sull'asse anteriore e uno sull'asse posteriore, rendendola un veicolo a trazione integrale permanente.
Nelle varianti ad alte prestazioni denominate Performance è proposto come optional il Ludicrous Mode, un aggiornamento software che permette alla batteria di rilasciare la massima potenza erogabile, amplificando le prestazioni in accelerazione e ripresa.
È dotata di un filtro dell'abitacolo certificato HEPA di qualità ospedaliera denominato Bioweapon Defense Mode.
Al pari delle altre vetture Tesla, anche la Model X è dotata di serie dell'Autopilot in versione base, un sistema di guida autonoma di livello 3, supportato da 8 telecamere e 12 sensori ad ultrasuoni (e, fino al 2022, anche da un radar). È opzionale un sistema di guida autonoma più avanzato. È allo studio un sistema di intelligenza artificiale in grado di portare il livello di guida autonoma a 5, denominato Full Self Driving.
Come tutti i veicoli Tesla, la Model X è interamente basata su una soluzione software ed ha la possibilità di ricevere gli aggiornamenti over the air grazie alla connettività 4G e Wi-Fi di cui è dotata di serie. A settembre 2019 è stato rilasciato l'aggiornamento V10.

## Versioni

### Modelli in produzione da settembre 2023
| Denominazione    | X (Dual Motor a trazione integrale) | X Plaid (Tri-Motor a trazione integrale) |
| Batteria         | 100 kWh                             | 100 kWh                                  |
| ---------------- | ----------------------------------- | ---------------------------------------- |
| Autonomia        | 576 km                              | 543 km                                   |
| 0-100 km/h       | 3,9 s                               | 2,6 s                                    |
| Velocità Massima | 250 km/h                            | 262 km/h                                 |
| Potenza in CV    | Non dichiarati                      | 1020 CV                                  |